# Mahmud Taymur
Mahmud Taymur (àrab: محمود تيمور, Maḥmūd Taymūr) (el Caire, 16 de juny de 1894 - Lausana, 25 d'abril de 1973) fou un important escriptor egipci, considerat un dels fundadors de la novel·la i del teatre àrabs.
Fou autor de novel·les i relats, obres de teatre, reculls de viatges, articles i estudis especialment sobre llengua i literatura àrabs.

## Família Taymur
Era d'origen kurd, d'una família arribada a Egipte el 1801 amb les tropes enviades per la Porta contra Napoleó Bonaparte, que va donar diversos personatges notables. El seu besavi era Muhàmmad ibn Alí Kurd Taymur, alt funcionari i amic del valí d'Egipte Muhàmmad Alí i del seu fill Ibrahim. Ismaïl Taymur, fill de l'anterior, fou secretari de Muhàmmad Alí i va crear una biblioteca particular notable. Fills d'Ismaïl foren Àïxa Taymur (1840-1902), poetessa, i Àhmad Taymur (1871-1930), dedicat a la llengua i la literatura, que va llegar 4.134 volums a la Biblioteca Nacional del Caire. Àhmad fou el pare de Mahmud, el seu tercer fill, i també de Muhàmmad Taymur (1892-1921), fill segon d'Àhmad i dramaturg notable, que malauradament va morir jove.

## Algunes edicions de les seves obres
- Taymur, Mahmud. Dirassat fi-l-Qissa wa-l-màsrah (en àrab).  el Caire: Al-matbaat an-namudayiyya, [195-?].
- Taymur, Mahmud. Al- Ayyaam al-mia wa-maixàhid ukhra / ا لايام المئة ومشاهد أخرى (en àrab).  el Caire: Dar nàhdat Misr, 1968.
- Taymur, Mahmud. Al-Baruna umm Àhmad : wa-qissàs ukhra (en àrab).  Beirut: Màktaba al-asriyya, [197-?].
- Taymur, Mahmud. Màbud min tin (en àrab).  Beirut: Màktaba al-asriyya, [198-?].

### Traduïdes al francès
- Taymur, Mahmud. La courtier de la mort et autres contes égyptiens (en francès).  París: Nouvelles Editions latines, 1950.
- Taymur, Mahmud. La Belle aux lèvres charnues : nouveaux contes égyptien (en francès).  París: Nouvelles Editions latines, cop. 1952.
- Taymur, Mahmud. La fleur du cabaret et autres contes [égyptiens] traduits de l'arabe (en francès).  París: Nouvelles Éditions Latines, 1953.
- Taymur, Mahmud. L'amour par-delà l'inconnu : roman (en francès).  París: Nouvelles éditions latines, 1954.
- Taymur, Mahmud. Bonne fête : nouveaux contes égyptiens (en francès).  París: Nouvelles Editions latines, 1954.
- Taymur, Mahmud. La vie des fantômes : [Nouveaux contes égyptiens trauits de l'arabe] (en francès).  París: Nouvelles Editions latines, DL 1958.

### Traduïdes al castellà
- Taymur, Mahmud. Gálvez Vázquez, María Eugenia, tr.. Cuentos egipcios (en castellà).  Madrid: Instituto Hispano-Árabe de Cultura, 1976. ISBN 978-84-600-0636-7.
- Taymur, Mahmud. Noguerales Rodríguez, Esther, tr.. Relatos de Mahmud Taymur (en castellà).  Madrid: Instituto Egipcio de Estudios Islámicos, 2001. ISBN 978-84-931366-2-8.
- Taymur, Mahmud. Pajares Vinardell, Eva, tr.. Muhammad Taymur (en castellà).  Madrid: Instituto Egipcio de Estudios Islámicos, 2002. ISBN 978-84-931366-7-3.